# Craig David
Pour les articles homonymes, voir David.
Craig David est un auteur-compositeur-interprète de RnB anglais né le 5 mai 1981 à Southampton dans le Hampshire. Il connait le succès au début des années 2000. Le premier album de Craig David, Born to Do It, est sorti le 14 août 2000, puis il sort six albums studio. Il a travaillé avec une variété d'artistes tels que Tinchy Stryder, Kano, Jay Sean, Rita Ora et Sting, Bastille, Kaytranada, Ali Campbell, Guru, Blonde, Big Narstie, Sigala ou Bob Sinclar.
Craig David est nommé douze fois aux Brit Awards, trois fois pour « meilleur chanteur britannique », et est nommé deux fois aux Grammy Awards dans la catégorie « meilleure performance vocale masculine pop ».

## Biographie

### Enfance et débuts
Craig Ashley David est né à Southampton, une ville de la côte sud de l'Angleterre.
Il est le fils de Tina Loftus, une employée de chez Superdrug, et George David, un charpentier. Il a grandi dans le domaine de Holyrood. Le père de Craig est grenadien et sa mère est anglaise ; le grand-père maternel de Craig était un juif orthodoxe et sa grand-mère maternelle s'est convertie au judaïsme. Les parents de Craig David se sont séparés quand il avait huit ans et il a été élevé par sa mère. Il a fréquenté l'école Bellemoor et Southampton City College. Le père de Craig jouait de la basse dans un groupe de reggae appelé Ebony Rockers. Adolescent, Craig a commencé en accompagnant son père dans les clubs de danse locaux, où les DJ le laissaient prendre le micro. Il partage son style musical entre l'univers du hip-hop et la nouvelle culture garage britannique. Passionné par la musique, il se met à composer ses premières chansons dès l'âge de 14 ans, sur son bloc-notes et s'enregistrant sur son dictaphone.
Également à cette époque il entre comme DJ dans une radio pirate locale (Appelé PCRS : People's Choice Radio Station) où il passe sa playlist d'artistes RnB américains favoris. Par la suite, il devient DJ dans un bar, puis un ami de son père et un DJ expérimenté le prennent en tant que tel dans leur discothèque, faisant ainsi de lui un véritable maître en la matière. Peu de temps après, il participe à un concours de chant avec l'appui de sa mère. Il produit alors une cassette de ses compositions intitulée I'm Ready. Il apprend peu de temps après sa victoire au concours, alors il enregistre une chanson avec le groupe Damage. Cette chanson sera classée à la troisième place. Mark Hill, un des deux membres des Artful Dodger rencontré peu de temps après cette victoire, sera le producteur de ses trois premiers albums (Born to Do It, Slicker than Your Average et The Story Goes).
Le courant passe rapidement. Ils se font tout d'abord remarquer par une reprise en version garage du tube Human de Human League, avant d'enregistrer un morceau intitulé Rewind, mélange de RnB et de garage. Rewind recueille un vif succès dans les discothèques et dans le mouvement underground d'outre-Manche, permettant ainsi à Craig de décrocher un contrat auprès du label Wildstar.
Influencé notamment par Michael Jackson, Stevie Wonder, Mariah Carey, Usher et Faith Evans, le jeune métis s'attaque alors à son premier single en solo : Fill Me In. Le disque est un succès, et grimpe immédiatement à la première place des hit-parades.

### Premiers albums (2000–2008)
S'ensuit en août 2000 son premier album Born to Do It, à la croisée des genres pop et RnB, qui le fait connaître dans l'Europe entière. Il s'en écoule plus de 70 000 exemplaires dès le jour de sa sortie. Les deux albums suivants (Slicker Than Your Average et The Story Goes) connaissent un succès moins franc, malgré quelques singles remarqués, dont What's Your Flava?. Il collabore également avec Sting pour Rise and Fall, où il utilise la mélodie de Shape of My Heart, après avoir vu le film Léon qui en est le générique.
Son quatrième album, Trust Me, est annoncé pour le 12 novembre 2007. Le premier single extrait Hot Stuff (Let's Dance) est un sample de David Bowie, avec son autorisation et ses félicitations[réf. nécessaire]. L'album est enregistré entre Londres, en Angleterre et La Havane, à Cuba avec le producteur Martin Terefe (producteur de KT Tunstall, Cat Stevens, James Morrison...) et Fraser T. Smith (guitariste), un collaborateur de longue date. Il appellera son album Trust Me, car il voulait que sa maison de disques lui laisse faire ce qu'il avait envie, faire son album à sa façon. Alors, il décide de partir à Cuba, car un ami lui a dit que là-bas il y avait de très bons musiciens. La France se place deuxième pays des meilleures ventes de Trust Me.

### Nouveau label et collaborations (2009–2013)
Craig participe à un match caritatif All Star 2009 pour l'association du joueur de football Luis Figo, à Genève, le 13 juin 2009. Il joue parmi plein d'autres stars de football, mais aussi des chanteurs et DJ tels que Tony Carreira et Martin Solveig. Son équipe gagne 7 à 4 contre l'association G4 The Ultimate Dream[pertinence contestée][réf. nécessaire].

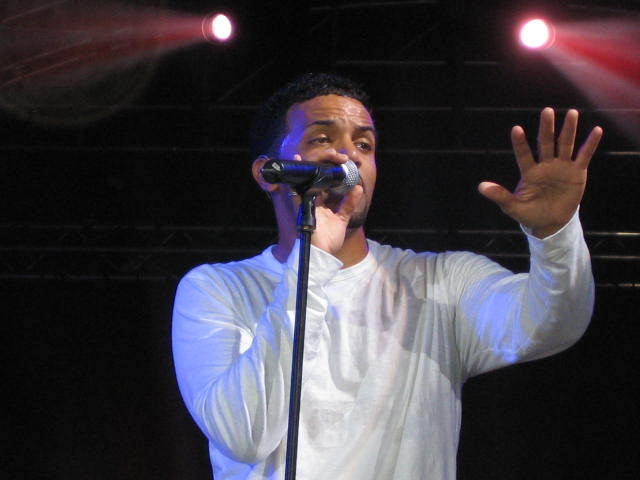
Craig David.

Craig David participe à l'album de Ali Campbell (ancien fondateur du groupe reggae UB40) avec une piste intitulée Everways. Cet album est sorti le 22 juin 2009. Craig David travaille par la suite en studio. Le 18 septembre 2009, il poste sur son site internet une démonstration de 30 secondes qui pourrait être un extrait de son cinquième album, qui sortira probablement en fin d'année[pas clair][réf. souhaitée]. Cet extrait est une reprise de Stevie Wonder, Signed, Sealed, Delivered I'm Yours. La démonstration est supprimée quelques jours après.
Craig David quitte son ancienne maison de disques Warner Bros Music, pour signer son nouveau contrat chez Universal Music Group. Son cinquième album studio Signed Sealed Delivered sort le 29 mars 2010 et le premier single One More Lie le 15 mars 2010. Le 17 mars 2010, David publie une compilation garage britannique intitulée Rewind Old Skool Classics mixée avec DJ Spoony. Craig David fait part de sa présence sur l'album de Jay Sean intitulé All or Nothing en duo sur la chanson Stuck In The Middle, sortie prévu le 24 novembre 2009. Le nouveau clip de Craig est actuellement visible sur plusieurs site, comme son site officiel par exemple. Son nouveau single s'appelle One More Lie (Standing In The Shadow). Il y aura également des reprises de Papa Was A Rolling Stones; I Heard It Through The Grapevine ; Signed, Sealed, Devilered ; I'm Yours et une deuxième chanson de Stevie Wonder.
Sorti le 27 août 2010, l'album du duo du DJ suisse Remady contient Do It On My Own en collaboration avec Craig David. Il s'agit du 3e single extrait de l'album No Superstar - The Album.

### Following My Intuition(2014–2016)
Depuis quelques années, Craig David décide d'effectuer un retour aux sources en reprenant ses activités de DJ, et commence par faire des soirées avec ses amis dans son appartement de Miami nommé TS5, situé sur le toit d'un des hôtels le plus somptueux de la ville. Il diffuse par la suite ses soirées en direct sur la radio anglaise Capital Xtra. Ses soirées TS5 deviennent un tel succès qu'il se produit dans le monde entier (France, Italie, Pays-Bas, Angleterre, Australie, Dubaï...). Mais il ne laisse pas pour autant tomber sa carrière de chanteur et plusieurs titres font leur apparition, tels que Cold, Seduction, The One, Dirty Mouth et d'autres pour lesquels il ne fera aucune promotion. Il annonce quand même son grand retour en 2016 sur les réseaux sociaux, où il est très présent. Craig David publie souvent des reprises réalisées au studio du BBC Lounge, comme le tube de Justin Bieber Love Yourself et See You Again de Wiz Khalifa, ou encore Secret Love Songs des Little Mix en featuring avec Jason Derulo.
Le 27 novembre 2015, Craig David sort officiellement son nouveau single When the Bassline Drops en duo avec Big Narstie, soit cinq ans après son dernier single All Alone Tonight (Stop, Look, Listen) en mai 2010. Il entre à la cinquantième place du UK Singles Chart le 4 décembre 2015 et atteint la douzième place une semaine plus tard, puis pointe à la dixième place. Ce succès relatif est dû au retour à ses origines UK Garage qui évoquent des sons comme Rewind ou encore Woman Trouble. Ce titre est vendu 400.000 fois, ce qui lui vaudra la certification d’or.
Son album suivant, Following My Intuition, est annoncé pour 2016. Le 19 août, il annonce via la lettre d'information de son site internet la sortie de ce 6e album en édition simple ou deluxe. Le même jour, il diffuse deux extraits de l'album. No Holding Back en featuring avec Hardwell, ainsi que Ain't Givin Up en featuring avec Sigala.

### The Time Is Now(depuis 2017)

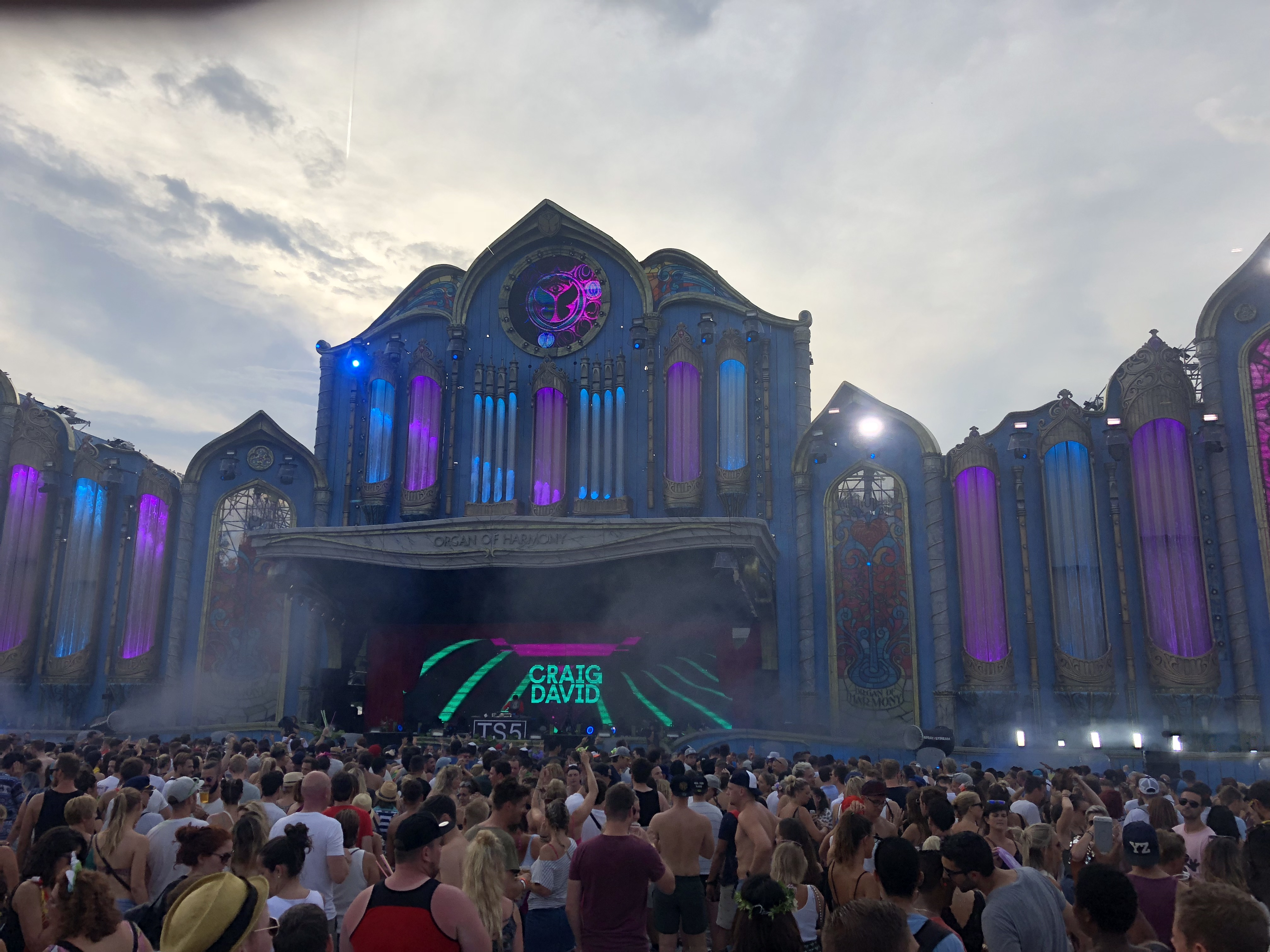
Craig David sur scène à Tomorrowland le 27 juillet 2018.

Le 15 septembre 2017, le chanteur annonce pour 2018 la sortie de son 7e album, The Time Is Now, accompagné du single Heartline,. Le 23 novembre 2017, il sort le deuxième single issu de The Time Is Now, I Know You en featuring avec Bastille. David et Smith de Bastille jouent par la suite le morceau au Sounds Like Friday Night. Le single atteint la dixième place pendant la deuxième semaine de 2018.

### 2024-aujourd'hui: Commitment
En septembre 2024, David a sorti le single " In Your Hands ", basé sur la chanson pour enfants " He's Got the Whole World in His Hands ". Le 17 janvier 2025, il a sorti le single " SOS ", qui a fait ses débuts et s'est classé à la 88e place du UK Singles Downloads Chart. Le 26 février 2025, David sort le single " Commitment ", avec la chanteuse et compositrice nigériane Tiwa Savage. Cette sortie a connu une légère amélioration des ventes commerciales et des flux - le single a débuté et atteint la 51e place du UK Singles Downloads Chart.
En avril 2025, David a participé à un film de Shelter dans le cadre d'une campagne en faveur de l'augmentation du nombre de logements sociaux, en retournant dans le foyer social de son enfance à Southampton. Il a déclaré : "Grandir dans un foyer social signifiait tout pour moi. Ce n'était pas seulement un endroit où vivre - c'était un espace où je me sentais en sécurité, soutenu et capable d'être moi-même. Le sens de la communauté était également très fort. Nous veillions les uns sur les autres et cela a fait toute la différence". Il est apparu dans l'épisode du 16 avril 2025 de l'émission This Morning pour parler de sa visite à la maison de son enfance, et a parlé de sa carrière.
Le 16 avril 2025, David a annoncé la sortie prochaine de son neuvième album studio, Commitment, prévue pour le 8 août 2025. Le jour de l'annonce, le 16 avril 2025, David a sorti le single " Wake Up ". Le 11 juillet 2025, son duo avec la chanteuse américaine JoJo, " In It With You " a été publié. Le sixième single de l'album, " Rain ", a suivi le 4 août 2025.

## Vie privée et activisme
Craig David se considère comme juif, et renoue avec les traditions et les jours fériés de sa religion. Le 24 mars 2010 (journée mondiale de la tuberculose), il est nommé ambassadeur de bonne volonté contre la tuberculose, sa première action dans ce rôle étant de se rendre en Afrique du Sud pour apprendre sur la tuberculose, et où il rencontre des gens qui ont vaincu la maladie, des personnes qui sont encore en lutte contre la maladie, des enfants qui font face à la menace de la tuberculose chaque jour et des scientifiques qui ont consacré leur vie à faire reculer la tuberculose. Craig David déclare à cette occasion que la mission est d'aider à surmonter la stigmatisation sociale de la tuberculose afin de vaincre la maladie.

## Discographie
- 2000 : Born to Do It
- 2002 : Slicker Than Your Average
- 2005 : The Story Goes...
- 2007 : Trust Me
- 2010 : Signed Sealed Delivered
- 2016 : Following My Intuition
- 2018 : The Time Is Now
- 2022 : 22
- 2025 : Commitment

## Récompenses et nominations
| Années | Récompenses                  | Catégories                                                          | Résultats  |
| ------ | ---------------------------- | ------------------------------------------------------------------- | ---------- |
| 2000   | MOBO Awards                  | Meilleur artiste RnB                                                | Lauréat    |
| 2000   | MOBO Awards                  | Best UK Newcomer                                                    | Lauréat    |
| 2000   | MOBO Awards                  | Best UK Single of the Year : Fill Me In                             | Lauréat    |
| 2000   | MOBO Awards                  | Meilleur single britannique de l'année : Woman Trouble              | Lauréat    |
| 2000   | MOBO Awards                  | Meilleure vidéo : 7 Days                                            | Nomination |
| 2001   | Brit Awards                  | Meilleur album britannique : Born to Do It                          | Nomination |
| 2001   | Brit Awards                  | Meilleur artiste de dance britannique                               | Nomination |
| 2001   | Brit Awards                  | Meilleur artiste masculin                                           | Nomination |
| 2001   | Brit Awards                  | Meilleur nouvel arrivant                                            | Nomination |
| 2001   | Brit Awards                  | Meilleur single britannique : 7 Days                                | Nomination |
| 2001   | Brit Awards                  | Meilleure vidéo britannique : 7 Days                                | Nomination |
| 2001   | Ivor Novello Awards          | Meilleure chanson contemporaine : 7 Days                            | Lauréat    |
| 2001   | Ivor Novello Awards          | Best Dance Single Award : Woman Trouble                             | Lauréat    |
| 2001   | Ivor Novello Awards          | Auteur de l'année (partagé avec Mark Hill)                          | Lauréat    |
| 2001   | MOBO Awards                  | Meilleur artiste britannique                                        | Lauréat    |
| 2001   | MOBO Awards                  | Meilleur artiste de RnB                                             | Nomination |
| 2001   | MOBO Awards                  | Meilleur album : Born to Do It                                      | Nomination |
| 2001   | MTV Europe Awards            | Best Male                                                           | Nomination |
| 2001   | MTV Europe Awards            | Meilleur nouvel artiste                                             | Nomination |
| 2001   | MTV Europe Awards            | Meilleur nouvel artiste                                             | Lauréat    |
| 2001   | MTV Europe Awards            | Meilleur artiste irlandais/britannique                              | Lauréat    |
| 2001   | MTV Video Music Awards       | MTV2 Award : Fill Me In                                             | Nomination |
| 2001   | Radio Music Awards           | Chanson préférée : Fill Me In                                       | Nomination |
| 2002   | BET Awards                   | Meilleur artiste de RnB                                             | Nomination |
| 2002   | BET Awards                   | Meilleur nouvel artiste                                             | Nomination |
| 2002   | Brit Awards                  | Meilleur nouvel album : Born to Do It                               | Nomination |
| 2002   | Brit Awards                  | Meilleur artistede dance                                            | Nomination |
| 2002   | Brit Awards                  | Meilleur artiste solo britannique                                   | Nomination |
| 2002   | Grammy Awards                | Meilleur chanteur solo britannique : Fill Me In                     | Nomination |
| 2002   | MTV Video Music Awards       | Meilleure vidéo : Walking Away                                      | Nomination |
| 2003   | Brit Awards                  | Meilleur artiste solo britannique                                   | Nomination |
| 2003   | Brit Awards                  | Meilleur artiste urbain britannique                                 | Nomination |
| 2003   | Grammy Awards                | Best Male Pop Vocal Performance : Fill Me In                        | Nomination |
| 2003   | MTV Video Music Awards Japan | Meilleur vidéo : What's Your Flava?                                 | Lauréat    |
| 2004   | Goldene Kamera               | Pop International                                                   | Lauréat    |
| 2006   | Brit Awards                  | Meilleur artiste urbain britannique                                 | Nomination |
| 2006   | MTV Video Music Awards Japan | Meilleure vidéo de RnB : All the Way                                | Nomination |
| 2010   | Urban Music Awards           | Meilleure vidéo de l'année : One More Lie (Standing In the Shadows) | Lauréat    |
| 2016   | MOBO Awards                  | Meilleure chanson : When the Bassline Drops (feat. Big Narstie)     | Nomination |
| 2016   | MOBO Awards                  | Meilleur Artiste Masculin                                           | Lauréat    |
| 2017   | MOBO Awards                  | Meilleur Artiste R&B/Soul                                           | Lauréat    |